# Franca Barbier
Franca Barbier (Saluzzo, 3 giugno 1923 – Nus, 25 luglio 1944) è stata una militare italiana, decorata dalla Repubblica Sociale Italiana con la Medaglia d'oro al valor militare alla memoria durante la seconda guerra mondiale.

## Biografia
Nacque a Saluzzo il 3 giugno 1923, all'interno di una famiglia di sentimenti fascisti, diplomandosi poi maestra elementare. Dopo la firma dell'armistizio dell'8 settembre 1943, lasciò la sua casa per inseguire il fratello Mirko, che era scappato dal collegio di Vercelli per arruolarsi nelle forze armate della Repubblica Sociale Italiana. Entrata a far parte del Servizio Ausiliario Femminile fu mandata ad un reparto speciale informativo di stanza in Valle d'Aosta. Ricevuto il compito di infiltrarsi come spia in una formazione di partigiani, al comando di Cesare Olietti, nome di battaglia "Mèzard", cadde a sua volta in una trappola tesa da quest'ultimo.
Condannata a morte tramite fucilazione da un tribunale partigiano il 24 luglio, dopo un sommario processo, le venne chiesto di rinnegare la fedeltà al Duce in cambio della vita, cosa che rifiutò di fare. 
Il giorno successivo, dopo aver scritto un'ultima lettera alla madre, e una al prefetto di Aosta, fu portata davanti al plotone d'esecuzione nei pressi di Nus, dove ordinò essa stessa di sparare gridando dapprima "Fuoco" e poi "Viva l'Italia! Viva il Duce!". I partigiani, colpiti da tanto coraggio si rifiutarono di sparare, ed allora fu Olietti a risolvere la situazione sparandole alla nuca con una pistola.
Il governo della Repubblica Sociale Italiana ritenne di onorarne la memoria concedendole la Medaglia d'oro al valor militare.
La salma venne ritrovata nell'ottobre 1946, quando oramai nessuno si ricordava più di lei, e fu sepolta nella tomba di famiglia, a fianco di quella del fratello più piccolo Franco, morto all'età di pochi anni.

## La lettera alla Madre
Questo il testo della lettera che la Barbier scrive alla madre il giorno prima dell'esecuzione:
Mamma mia adorata, purtroppo è giunta la mia ultima ora. È stata decisa la mia fucilazione che sarà eseguita domani, 25 luglio. Sii calma e rassegnata a questa sorte che non è certo quella che avevo sognato. Non mi è neppure concesso di riabbracciarti ancora una volta. Questo è il mio unico, immenso dolore. Il mio pensiero sarà fino all’ultimo rivolto a te e a Mirko. Digli che compia sempre il suo dovere di soldato e che si ricordi sempre di me. Io il mio dovere non ho potuto compierlo ed ho fatto soltanto sciocchezze, ma muoio per la nostra Causa e questo mi consola. È terribile pensare che domani non sarò più; ancora non mi riesce di capacitarmi. Non chiedo di essere vendicata, non ne vale la pena, ma vorrei che la mia morte servisse di esempio a tutti quelli che si fanno chiamare fascisti e che per la nostra Causa non sanno che sacrificare parole. Mi auguro che papà possa ritornare presso di te e che anche Mirko non ti venga a mancare. Vorrei dirti ancora tante cose, ma tu puoi ben immaginare il mio stato d’animo e come mi riesca difficile riunire i pensieri e le idee. Ricordami a tutti quanti mi sono stati vicini. Scrivi anche ad Adolfo, che mi attendeva proprio oggi da lui. La mia roba ti verrà recapitata ad Aosta. Io sarò sepolta qui, perché neppure il mio corpo vogliono restituire. Mamma, mia piccola Mucci adorata, non ti vedrò più, mai più e neppure il conforto di una tua ultima parola, né della tua immagine. Ho presso di me una piccola fotografia di Mirko: essa mi darà il coraggio di affrontare il passo estremo, la terrò con me. Addio mamma mia, cara povera Mucci; addio Mirko mio. Fa sempre innanzitutto il tuo dovere di soldato e di italiano. Vivete felici quando la felicità sarà riconcessa agli uomini e non crucciatevi tanto per me; io non ho sofferto in questa prigionia e domani tutto sarà finito per sempre. Della mia roba lascio te, Mucci, arbitra di decidere. Vorrei che la mia piccola fede la portassi sempre tu per mio ricordo. Salutami Vittorio. A lui mi rivolgo perché in certo qual modo mi sostituisca presso di te e ti assista in questo momento tragico per noi Addio per sempre, Mucci! Franca.
In:”LETTERE DEI CADUTI DELLA REPUBBLICA SOCIALE ITALIANA” L’Ultima Crociata Editrice. 1990. Associazione Nazionale Famiglie Caduti e Dispersi della RSI.

### Annotazioni
1. ↑  Suo padre era un ufficiale degli alpini di stanza in Dalmazia.
2. ↑  Olietti era un ex maresciallo del Regio Esercito e comandava le bande autonomiste di Champorcher.

### Fonti
1. 1 2  Pansa 2010, p. 226.
2. 1 2  Nicco 1990, p. 198.
3. 1 2 3 4  Nicco 1990, p. 199.
4. 1 2  Roggero 2006, p. 555.
5. ↑  Pansa 2010, p. 227.